# Reinhold Brinkmann
Reinhold Brinkmann (* 21. August 1934 in Wildeshausen; † 10. Oktober 2010 in Eckernförde) war ein deutscher Musikwissenschaftler.

## Leben
Brinkmann, der nach dem Studium der Musikerziehung und Germanistik 1967 in Freiburg mit einer Dissertation über Schönbergs Klavierstücke op. 11 promoviert wurde, habilitierte sich 1970 an der FU Berlin, wo er zunächst auch Professor wurde. 1972 bis 1980 lehrte er an der Philipps-Universität Marburg, danach bis 1985 wieder in Berlin, diesmal an der Universität der Künste Berlin. Seit 1985 unterrichtete er an der Harvard University. 2001 wurde Brinkmann mit dem Ernst von Siemens Musikpreis ausgezeichnet, bevor er 2002 in die American Academy of Arts and Sciences gewählt wurde.
Er arbeitete mit breit gestreuten Veröffentlichungen vor allem auf dem Gebiet der Theorie und Geschichte der Musik vom 18. bis zum 20. Jahrhundert mit besonderem Schwerpunkt auf den interdisziplinären Aspekten der Musik.
Reinhold Brinkmann wurde auf See bestattet.

## Schriften (Auswahl)
- Richard Wagner. Von der Oper zum Musikdrama, Francke, Bern 1978
- (Hrsg.) Improvisation und neue Musik. 8 Kongressreferate, Schott, Mainz 1979
- (Hrsg.) Musik im Alltag. 10 Kongressbeiträge, Schott, Mainz 1980
- (Hrsg. mit Christoph Wolff): Driven into Paradise. The Musical Migration from Nazi Germany to the United States of America, University of California Press, Berkeley/Los Angeles 1999, ISBN 0-520-21413-7
- Arnold Schönberg: Drei Klavierstücke Op. 11. Studien zur frühen Atonalität bei Schönberg, 2. durchges. Aufl. mit einem neuen Vorwort, Steiner, Stuttgart 2000
- Musik nachdenken. Reinhold Brinkmann und Wolfgang Rihm im Gespräch. ConBrio, Regensburg 2001
- Vom Pfeifen und von alten Dampfmaschinen. Aufsätze zur Musik von Beethoven bis Rihm, Zsolnay, Wien 2006